# Phoenicaulis cheiranthoides
Phoenicaulis cheiranthoides là một loài thực vật có hoa trong họ Cải. Loài này được Nutt. miêu tả khoa học đầu tiên năm 1838.

## Gallery

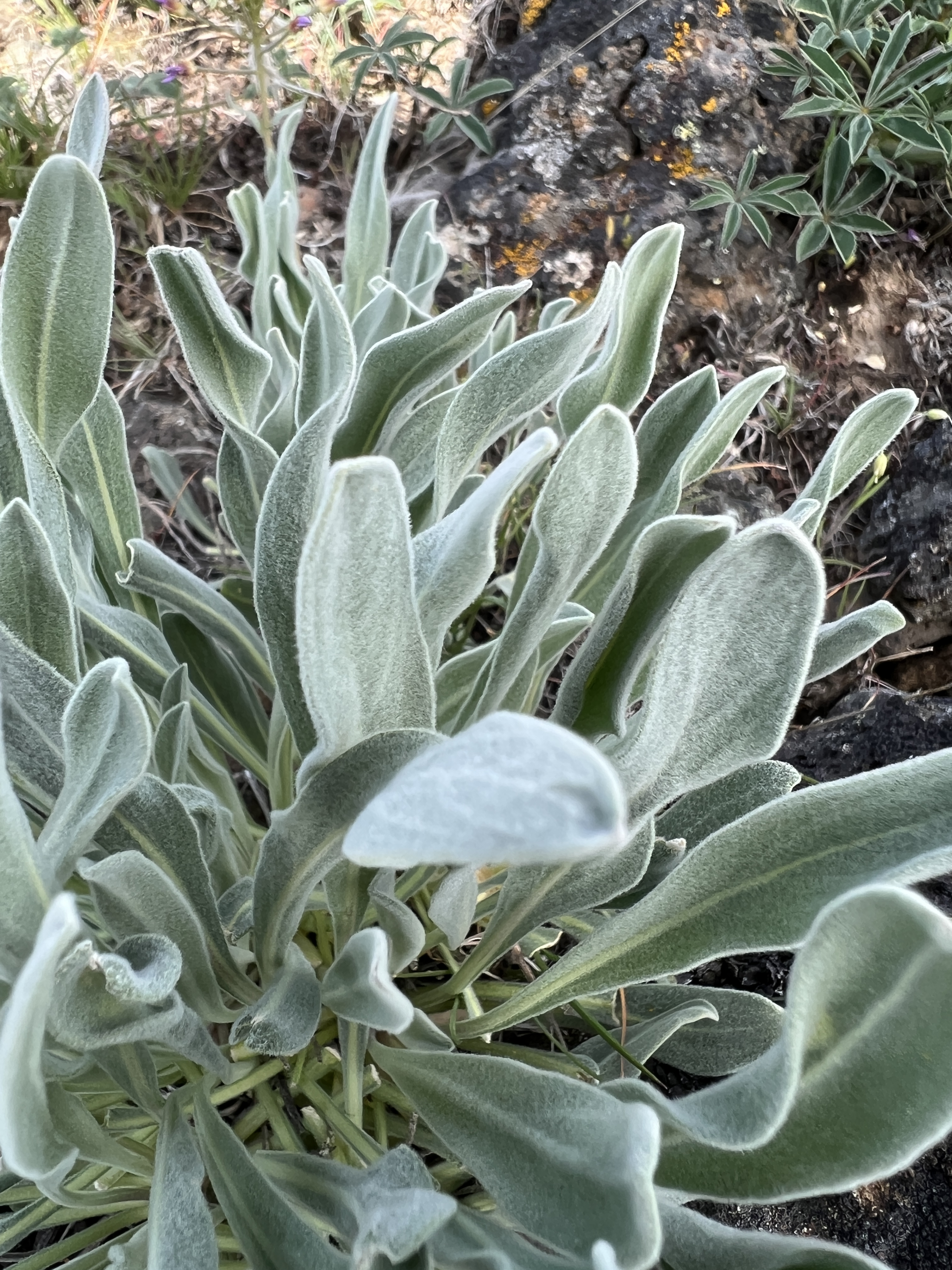
Leaves
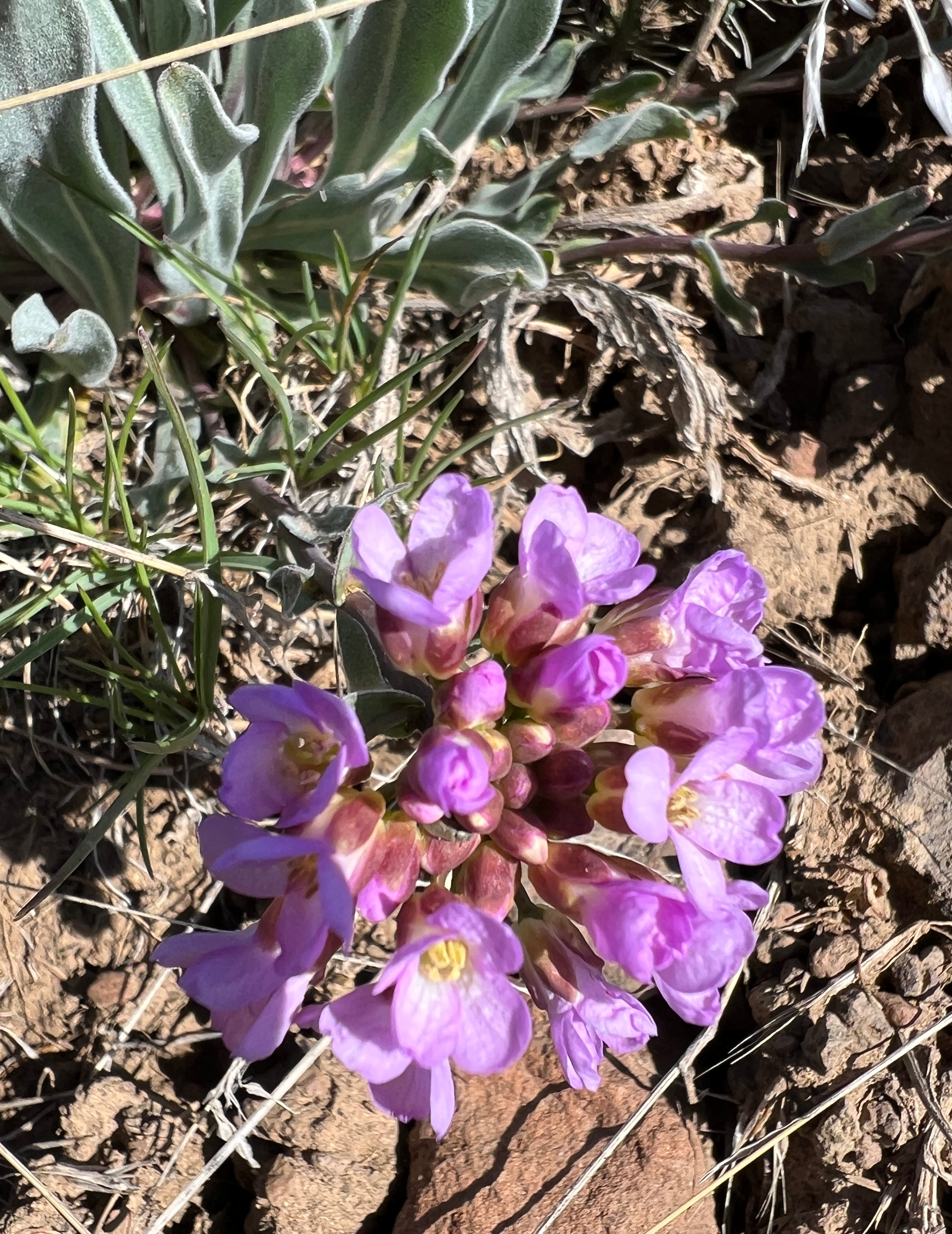
Flowers
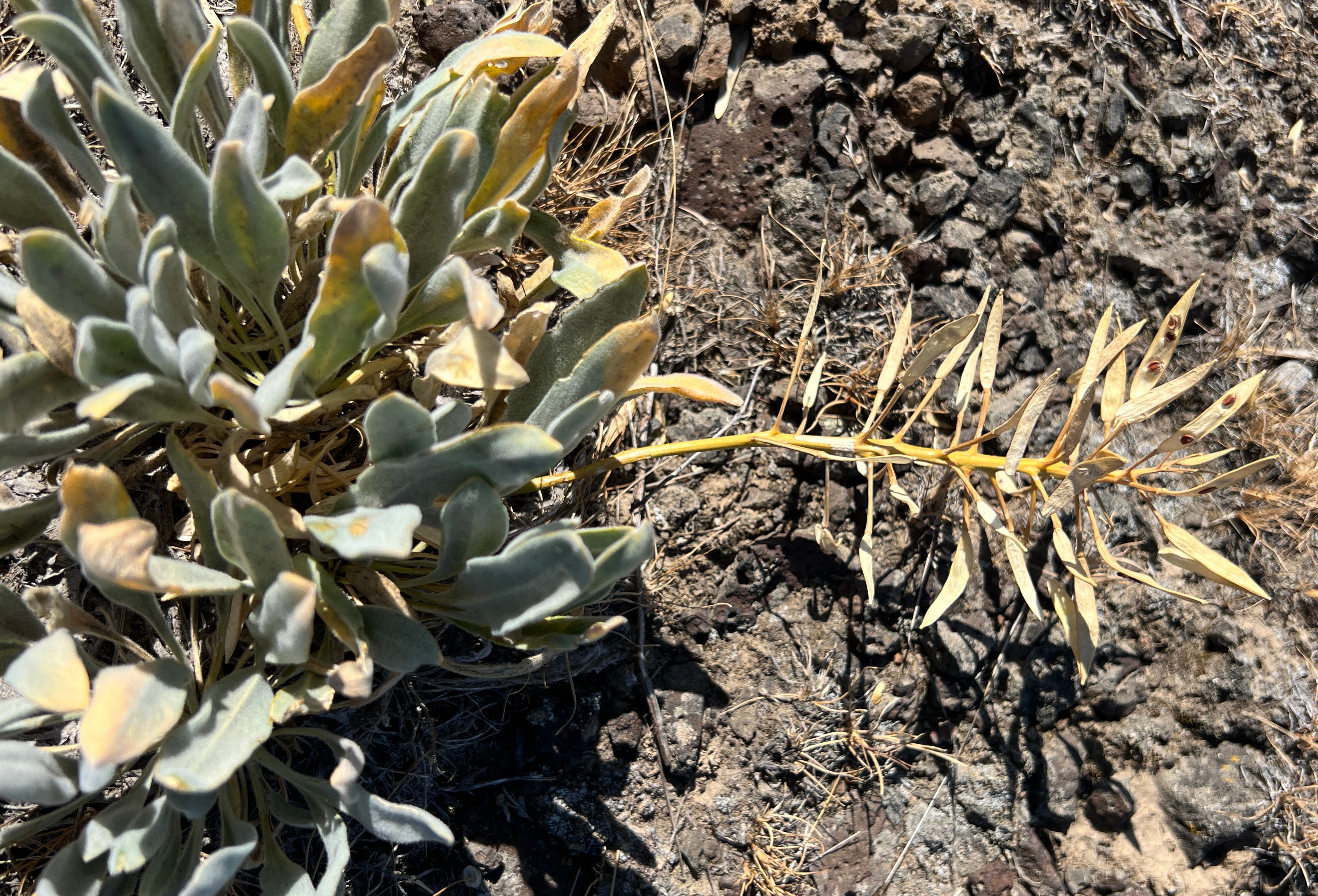
Seed capsule